# Olympische Sommerspiele 1956/Fußball – Achtelfinale
Spiele des Achtelfinals des olympischen Fußballturniers 1956.

Die Gewinner qualifizierten sich für das Viertelfinale.

Im Falle eines Unentschiedens nach Verlängerung wurde ein Wiederholungsspiel durchgeführt.

## Spielabsagen
Es wurden nur drei von acht Spielen durchgeführt. Die nicht ausgetragenen Partien waren:
| USA                 | – | Jugoslawien |
| Bulgarien           | – | Ägypten     |
| Volksrepublik China | – | Türkei      |
| Südvietnam          | – | Indonesien  |
| Indien              | – | Ungarn      |

Die fett gedruckten Mannschaften kamen ins Viertelfinale. Ägypten nahm auf Grund der Sueskrise nicht teil. China sagte ab, da auch die Republik China zu den Spielen zugelassen worden war. Ungarn blieb den Spielen wegen des Einmarsches der Sowjetunion den Olympischen Spielen fern. Die Türkei und Südvietnam sagten aus finanziellen Gründen ab. Das Spiel zwischen den USA und Jugoslawien wurde ins Viertelfinale verlegt.

## Sowjetunion – Deutschland 2:1 (1:0)
| Sowjetunion                                                        | Sowjetunion | Deutschland | Deutschland |
| ------------------------------------------------------------------ | --- | --- | ----------- |
| Sowjetunion                                                        | \| 24. November 1956 um 14:30 Uhr in Melbourne (Olympic Park Stadium) \| \| Zuschauer: 11.999 \| \| Schiedsrichter: Robert Mann ( Vereinigtes Königreich) \|                                                                      | \| 24. November 1956 um 14:30 Uhr in Melbourne (Olympic Park Stadium) \| \| Zuschauer: 11.999 \| \| Schiedsrichter: Robert Mann ( Vereinigtes Königreich) \|                                                   | Deutschland |
| Sowjetunion                                                        | Lew Jaschin – Nikolai Tischtschenko, Michail Ogonkow – Alexei Paramonow, Anatoli Baschaschkin, Igor Netto – Boris Tatuschin, Anatoli Issajew, Eduard Strelzow, Walentin Iwanow, Wladimir Ryschkin Cheftrainer: Gawriil Katschalin | Albert Görtz – Willi Gerdau, Hermann Höfer – Karl Hoffmann, Rudolf Hoffmann, Fritz Semmelmann – Matthias Mauritz, Rolf Geiger, Herbert Schäfer, Johann Zeitler, Ernst-Günter Habig Cheftrainer: Sepp Herberger | Deutschland |
| Sowjetunion                                                        | 1:0 Issajew (23.) 2:0 Strelzow (86.) | 2:1 Habig (89.) | Deutschland |
| Sowjetunion                                                        | Verwarnung: Iwanow | | Deutschland |
| 24. November 1956 um 14:30 Uhr in Melbourne (Olympic Park Stadium) | | |             |
| Zuschauer: 11.999                                                  | | |             |
| Schiedsrichter: Robert Mann ( Vereinigtes Königreich)              | | |             |

## Vereinigtes Königreich – Thailand 9:0 (4:0)
| Vereinigtes Königreich                                             | Vereinigtes Königreich | Thailand | Thailand |
| ------------------------------------------------------------------ | --- | --- | -------- |
| Vereinigtes Königreich                                             | \| 26. November 1956 um 16:30 Uhr in Melbourne (Olympic Park Stadium) \| \| Zuschauer: 3.693 \| \| Schiedsrichter: Nikolai Latyschew ( Sowjetunion) \|                           | \| 26. November 1956 um 16:30 Uhr in Melbourne (Olympic Park Stadium) \| \| Zuschauer: 3.693 \| \| Schiedsrichter: Nikolai Latyschew ( Sowjetunion) \|                                                                   | Thailand |
| Vereinigtes Königreich                                             | Harold Sharratt – Donald Stoker, Leslie Farrer – Lawrence Topp, Stanley Prince, Henry Dodkins – Jim Lewis, John Hardisty, Jack Laybourne, George Bromilow, Charles Twissell      | Kasem Baikam – Prateep Chermudhai, Surapong Chutimawong – Prasan Suvannasith, Nophon Hayachanta, Wanchai Suvaree – Sukit Chitranukhroh, Laevivathana Milinthachinda, Bumphen Luttimol, Suchart Mutugun, Samruay Chaiyonk | Thailand |
| Vereinigtes Königreich                                             | 1:0 Twissell (12.) 2:0 Twissell (20.) 3:0 Lewis (21., Elfmeter) 4:0 Laybourne (30.) 5:0 Bromilow (75.) 6:0 Bromilow (78.) 7:0 Laybourne (82.) 8:0 Laybourne (85.) 9:0 Topp (90.) | | Thailand |
| 26. November 1956 um 16:30 Uhr in Melbourne (Olympic Park Stadium) | | |          |
| Zuschauer: 3.693                                                   | | |          |
| Schiedsrichter: Nikolai Latyschew ( Sowjetunion)                   | | |          |

## Australien – Japan 2:0 (1:0)
| Australien                                                         | Australien | Japan | Japan |
| ------------------------------------------------------------------ | --- | --- | ----- |
| Australien                                                         | \| 27. November 1956 um 16:30 Uhr in Melbourne (Olympic Park Stadium) \| \| Zuschauer: 3.568 \| \| Schiedsrichter: Reginald Lund ( Neuseeland) \|                                                    | \| 27. November 1956 um 16:30 Uhr in Melbourne (Olympic Park Stadium) \| \| Zuschauer: 3.568 \| \| Schiedsrichter: Reginald Lund ( Neuseeland) \|                                                                  | Japan |
| Australien                                                         | Ronald Lord – Bob Bignall, John Pettigrew – George Arthur, Cliff Sander, Bruce Morrow – Frank Loughran, Jack Lennard, Graham McMillan, Edward Arthur Smith, Alwyn Warren Cheftrainer: Richard Telfer | Yoshio Furukawa – Ryūzō Hiraki, Yasuo Takamori – Hiroaki Satō, Michihiro Ozawa, Waichirō Ōmura – Masanori Tokita, Masao Uchino, Shigeo Yaegashi, Tadao Kobayashi, Isao Iwabuchi Cheftrainer: Takenokoshi Shigemaru | Japan |
| Australien                                                         | 1:0 McMillan (26., Elfmeter) 2:0 Loughran (61.) | | Japan |
| 27. November 1956 um 16:30 Uhr in Melbourne (Olympic Park Stadium) | | |       |
| Zuschauer: 3.568                                                   | | |       |
| Schiedsrichter: Reginald Lund ( Neuseeland)                        | | |       |